# 1914 Ster
De 1914-Ster (Engels: 1914 Star, ook Mons Star) was een Britse oorlogsonderscheiding die in april 1917 door George V van het Verenigd Koninkrijk werd ingesteld. De onderscheiding, wordt ondanks haar vorm tot de campagnemedailles gerekend en gold enkel voor militairen uit het Britse Gemenebest. 
In 1917 en 1918 werden 378 000 sterren uitgereikt.
Om in aanmerking te komen moest men tijdens de periode 5e augustus 1914 en 22 November 1914 in de BEF (British Expeditionary Force) hadden gediend. Dit expeditieleger vocht in Frankrijk en België tegen Duitsland.
De meeste van de 378.000 verleende sterren werden aan officieren en soldaten het reguliere en territoriale leger uitgereikt maar sommig marinepersoneel dat dienstdeed aan de wal kwam ook in aanmerking.
De meeste dragers waren Britten maar een zeer klein aantal Australische en Canadese militairen verscheen al vroeg in de oorlog op het Europese slagveld. Deze medaille werd bekend als de 'Mons ster' en sommige werden uitgegeven.
In 1919 werd een gesp ingesteld om diegenen te onderscheiden die in de gegeven periode daadwerkelijk binnen het bereik van de vijandelijke artillerie hadden gediend. Dat waren bijvoorbeeld de soldaten die vochten in de Eerste Slag om Ieper. Deze gesp met de data "5th Aug.-22nd Nov. 1914" werd op het lint bevestigd. Zij mochten op de baton een kleine zilveren tudorroos dragen.
De laatste drager was de Schotse veteraan Alfred Anderson (25 juni 1896 – 21 november 2005).

## De ster
Het versiersel is een vierpuntige ster van lichtgepatineerd brons. Op de ster die 50 bij 45 millimeter meet is op twee ontblote Romeinse zwaarden een bekroond medaillon met het koninklijke monogram van de stichter gelegd. Rond het medaillon is een lauwerkrans aangebracht. De data "AUG 1914 NOV" staan op een lint onder het medaillon.
De keerzijde is glad. Meestal zijn daarop nummer, rang, naam en eenheid gegraveerd. Bij officieren werd de eenheid weggelaten.
De ster werd aan een driekleurig rood-wit-blauw lint van gewaterde zijde op de linkerborst gedragen. De kleuren lopen enigszins in elkaar over.

## Pip, Squeak and Wilfred als bijnamen van medailles
De Britse Intergeallieerde Overwinningsmedaille (bijgenaamd "Wilfred") werd in 1919 en 1920 toegekend aan al degenen die na de Eerste Wereldoorlog de 1914 Ster (bijgenaamd "Pip") of de 1914-15 Ster (ook bijgenaamd "Pip") mochten dragen. Het merendeel van de dragers van de Britse Oorlogsmedaille ("British War Medal") (bijgenaamd "Squeak") kwamen ook voor de Overwinningsmedaille in aanmerking. De Overwinningsmedaille werd dus nooit alleen toegekend maar altijd samen met een of twee van de andere sterren of de medaille. Deze drie onderscheidingen werden door de Britse soldaten en veteranen oneerbiedig aangeduid als "Pip, Squeak and Wilfred". De Overwinningsmedaille is "Wilfred".
De drie medailles en hun batons waren tijdens de demobilisatie na de Eerste Wereldoorlog, en ook lang daarna, alomtegenwoordig. In totaal werden ongeveer 5 700 000 overwinningsmedailles uitgereikt. Men zag de drie cartoonfiguren in de verhalen altijd samen, net als deze medailles.
De Overwinningsmedaille werd minder vaak uitgereikt dan de Oorlogsmedaille ("Squeak") waarvan 6.4 miljoen exemplaren werden uitgereikt. Men ziet de Overwinningsmedaille altijd samen met de Oorlogsmedaille. Alle 2.4 miljoen dragers van de 1914-15 Ster ("Pip") droegen ook de Oorlogsmedaille en de Overwinningsmedaille.